# 26 aprile
Il 26 aprile è il 116º giorno del calendario gregoriano (il 117º negli anni bisestili). Mancano 249 giorni alla fine dell'anno.

## Eventi
- 1458 – Terremoto di magnitudo 5,8 che provoca alcuni morti in Umbria e nelle Marche
- 1478 – Firenze, Congiura dei Pazzi contro Lorenzo de' Medici: Giuliano, il fratello del Magnifico, viene ucciso nella cattedrale di Santa Maria del Fiore
- 1518 – Disputa di Heidelberg di Martin Lutero
- 1815 – Guerra austro-napoletana: le truppe austriache al comando di Federico Bianchi occupano Foligno
- 1848 – Liverpool, i due naturalisti Alfred Russel Wallace e Henry Walter Bates partono per l'esplorazione dell'Amazzonia
- 1859 – L'Austria dichiara guerra al Regno di Sardegna, causando lo scoppio della Seconda guerra d'indipendenza italiana
- 1868 – Rivolta de Su Connotu a Nuoro contro il cosiddetto Editto delle chiudende
- 1915 – A Londra, Sidney Sonnino, per conto del Regno d'Italia, firma un patto con Regno Unito e Francia, impegnandosi a entrare in guerra contro la Germania e l'Austria
- 1931 – A New York si effettua la prima trasmissione televisiva sperimentale: la presentatrice è Fay Marbe, un'attrice.
- 1933 – Viene istituita la Gestapo, la polizia segreta ufficiale del regime nazista
- 1937 – Guerra civile spagnola: bombardamento di Guernica
- 1942 – Manciuria: un'esplosione nella miniera di carbone di Benxihu e il conseguente avvelenamento da monossido di carbonio uccide oltre 1500 lavoratori
- 1945 – Insurrezione a Padova: rimangono uccisi 224 partigiani e 500 tra tedeschi e fascisti repubblicani
- 1954 – Si apre la Conferenza di Ginevra con lo scopo di riportare la pace in Indocina e in Corea
- 1961 – Italia, prima trasmissione televisiva di Tribuna politica
- 1962 – Il velivolo spaziale Ranger 4, parte del Programma Ranger, si schianta sulla Luna
- 1964 – Dalla fusione fra Tanganica e Zanzibar nasce lo Stato di Tanzania
- 1977 – A New York si tiene la serata inaugurale della discoteca Studio 54
- 1986 – Disastro di Černobyl': a Černobyl', in Unione Sovietica, l'esplosione in una centrale elettronucleare provoca immediatamente 31 vittime e, nei giorni seguenti, una nube radioattiva che contaminerà buona parte dell'Europa, con conseguenze che dureranno per decenni sulla popolazione locale
- 1994
  - Il Sudafrica tiene le sue prime elezioni cui partecipano anche uomini e donne nere
  - Giappone: un Airbus A300-600R della China Airlines si schianta all'aeroporto di Nagoya causando 264 vittime
- 1996 – I camion di Overland, partiti da Roma nel novembre 1995 per la loro prima spedizione Overland 1, raggiungono New York
- 2002 – Il diciannovenne Robert Steinhäuser spara e uccide 17 persone nella sua scuola a Erfurt in Germania
- 2005 – Le truppe siriane si ritirarono dal Libano, ponendo fine a oltre 30 anni di occupazione
- 2017 – Ultima manovra della Sonda Cassini, che si "tuffa" fra gli Anelli di Saturno
- 2025 – Funerali di Papa Francesco

## Nati
Ci sono circa 1 150 voci su persone nate il 26 aprile; vedi la pagina Nati il 26 aprile per un elenco descrittivo o la categoria Nati il 26 aprile per un indice alfabetico.

## Morti
Ci sono circa 460 voci su persone morte il 26 aprile; vedi la pagina Morti il 26 aprile per un elenco descrittivo o la categoria Morti il 26 aprile per un indice alfabetico.

## Feste e ricorrenze

### Civili
Internazionali:
- Giornata mondiale della proprietà intellettuale
- Giornata mondiale della visibilità lesbica[1]

Nazionali
- Stati Uniti d'America (Florida, Georgia) - Confederate Memorial Day
- Tanzania - Festa dell'Unione
- Tatarstan – Giornata della lingua tatara (in commemorazione del poeta tartaro Ğabdulla Tuqay

### Religiose
Cristianesimo:
- Santi 38 martiri mercedari di Auterive
- San Basileo di Amasea, vescovo
- San Pietro di Rates
- San Cleto, papa
- Santi Guglielmo e Pellegrino, eremiti
- San Marcellino, papa e martire
- San Pascasio Radberto, abate di Corbie
- San Primitivo martire
- San Rafael Arnaiz Barón, trappista
- San Ricario di Centule, sacerdote
- Santo Stefano di Perm', vescovo
- Beata Alda da Siena (Aldobrandesca), vedova
- Beati Domenico e Gregorio, sacerdoti domenicani
- Beato Julio Junyer Padern, sacerdote salesiano e martire
- Beato Władysław Goral, vescovo di Meloe di Isauria e Lublino, martire
- Beato Ramón Oromí Sullà, sacerdote e martire
- Beato Stanislaw Kubista, sacerdote e martire
- Madre del Buon Consiglio